# Radio Lawaaipapegaai
Radio Lawaaipapegaai (en català, Ràdio Lloro Sorollós) va ser un programa de ràdio per a nens, que va ser emès per l'emissora neerlandesa AVRO. Va ser el successor del programa Kleutertje listen (1946-1975) i es va emetre de 1976 a 1978. El programa de ràdio va ser un èxit que es va convertir en un programa de televisió anomenat Studio Lawaaipapegaai (posteriorment De Lawaaipapegaai presenteert: "Papelagaaiwaai"). També va ser transmès per AVRO de 1978 a 1982.
Lawaaipapegaai era presentat per Wieteke van Dort, juntament amb Burny Bos i amb Joop Stokkermans al piano. Les lletres erenescrites per Burny Bos i la música de Joop Stokkermans. El irector del programa de televisió era Henk Renou.

## Contingut del programa
Radio Lawaaipapegaai es va enregistrar amb nens de la primera llar d'infants Montessori a Hilversum. A cada episodi, que durava uns deu minuts, era fonamental un tema central. Aquest podia variar des de tenir cura dels animals, perdre les dents de llet o aprendre a comptar el temps, ser minusvàlid o el trasllat de l'àvia a una residència. L'objectiu del programa era sempre connectar amb les experiències dels nens d'avui dia.
Wieteke van Dort i Burny Bos (sota el nom "Gijs") mantenien converses amb els nens presents i Wieteke explicava una història (els personatges recurrents eren Henkie i Elsje). A més, es cantava una cançó amb els nens d'acord amb el tema del programa.

## Premis
El programa de ràdio va guanyar tres premis. Va ser guardonat internacionalment amb un dels Premis Ondas 1976 de Barcelona al millor programa de ràdio internacional per a joves. El 1977 Burny Bos va rebre una menció honorífica del jurat al Zilveren Reissmicrofoon i en 1978 va guanyar un Edison pel programa de ràdio.
En 1981 el jurat li va atorgar una menció honorífica al Zilveren Nipkowschijf pel programa de televisió Lawaaipapegaai. En 1983 Burny Bos va rebre el Zilveren Reissmicrofoon per tota la seva carrera radiofònica, inclosa Radio Lawaaipapegaai.

## Llibres i lp's
S'han publicat ha llibres fulletons i dos LP's amb textos del programa de ràdio. Les il·lustracions són de Wieteke van Dort.
Llibres
- Een april kikker in je bil (Uitg. Leopold Den Haag, 1977)
- Zand op je boterham (Uitg. Leopold Den Haag, 1978)
- Snap je dan niet dat dat pijn doet (Uitg. Leopold Den Haag, 1980)
- Wie praat daar met de poes? (Uitg. Leopold Den Haag, 1981)

Lp's
- Lawaaipapegaai 1, Liedjes en verhaaltjes uit Radio Lawaaipapegaai (Philips, 1977)
- Lawaaipapegaai 2, Liedjes en verhaaltjes uit Radio Lawaaipapegaai (Philips, 1978)